# هبوط على الماء

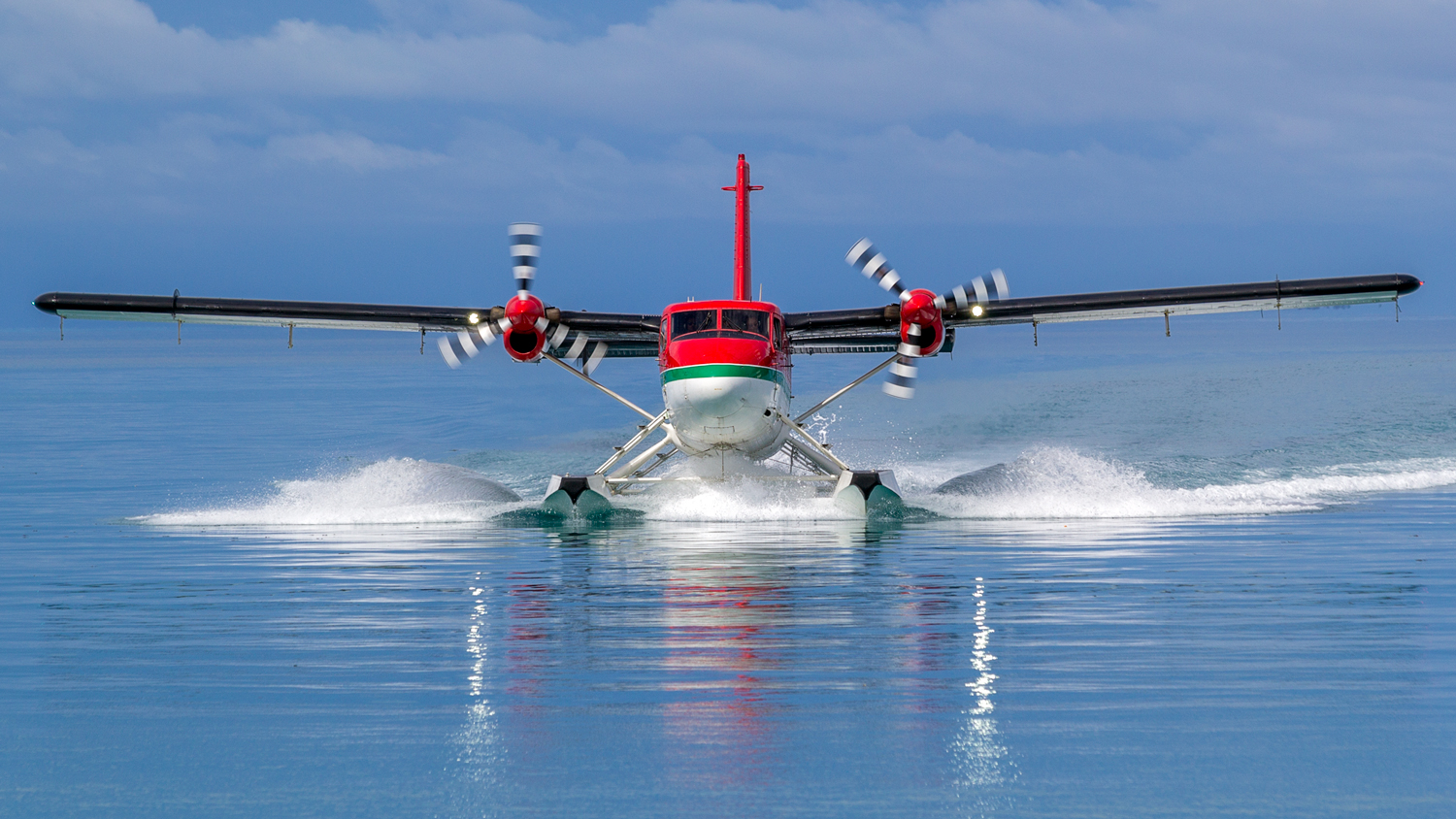
طائرة عائمة دي هافيلاند توين أوتر تكمل هبوطها على الماء

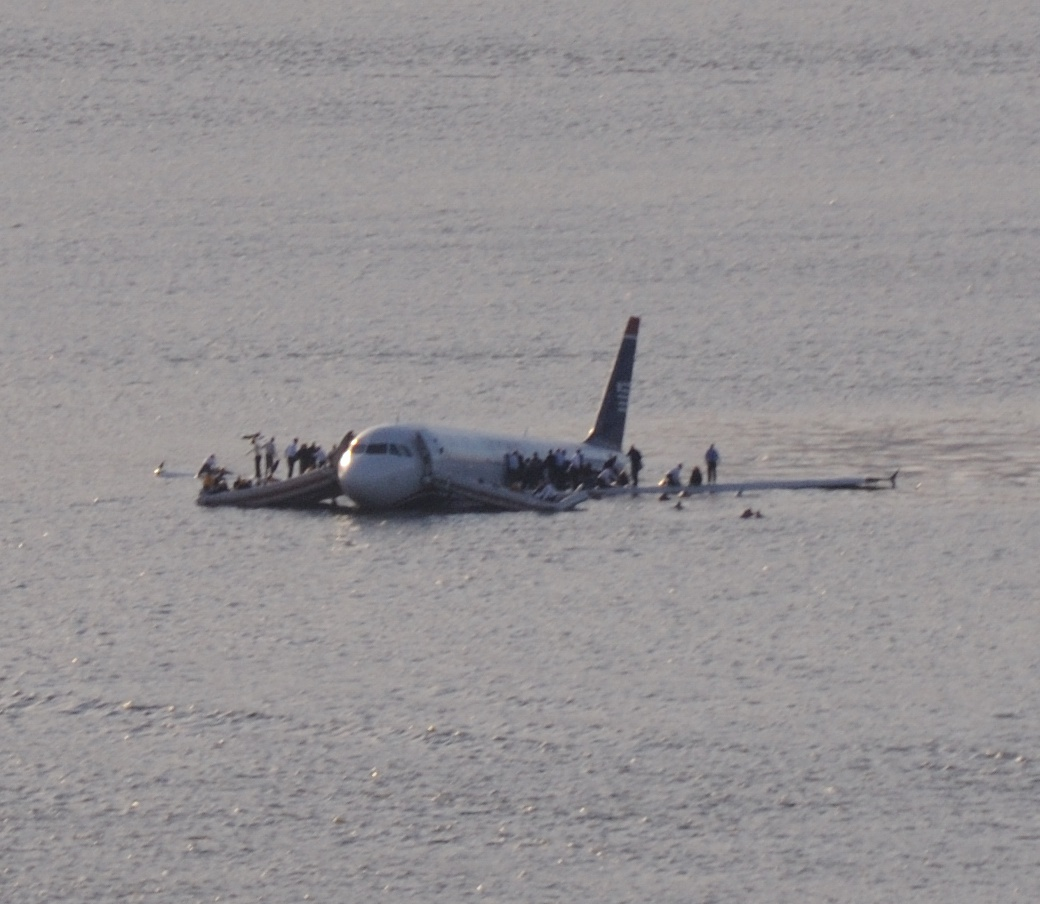
رحلة الخطوط الجوية الأمريكية رقم 1549 «حَطَّت على الماء» في نهر هدسون في عام 2009 وبقي جميع الركاب على قيد الحياة.

في مجال الطيران، الهبوط على الماء (water landing)، يعتبر بالمعنى الواسع، هبوط طائرة على مسطح مائي. تهبط الطائرات المائية، مثل الطائرات العائمة والقوارب الطائرة، على الماء كعملية عادية. الحَطَّ على الماء (Ditching) هو هبوط طارئ خاضع للرقابة على سطح الماء في طائرة غير مصممة لهذا الغرض، وهو أمر نادر الحدوث. لا يُعتبر الطيران المنظم إلى السطح والرحلة غير المنضبطة التي تنتهي في جسم مائي (بما في ذلك اجتياح المدرج في الماء) عمومًا عمليات هبوط أو هبوط في الماء.

## هبوط الطائرات على المياه

### حسب التصميم

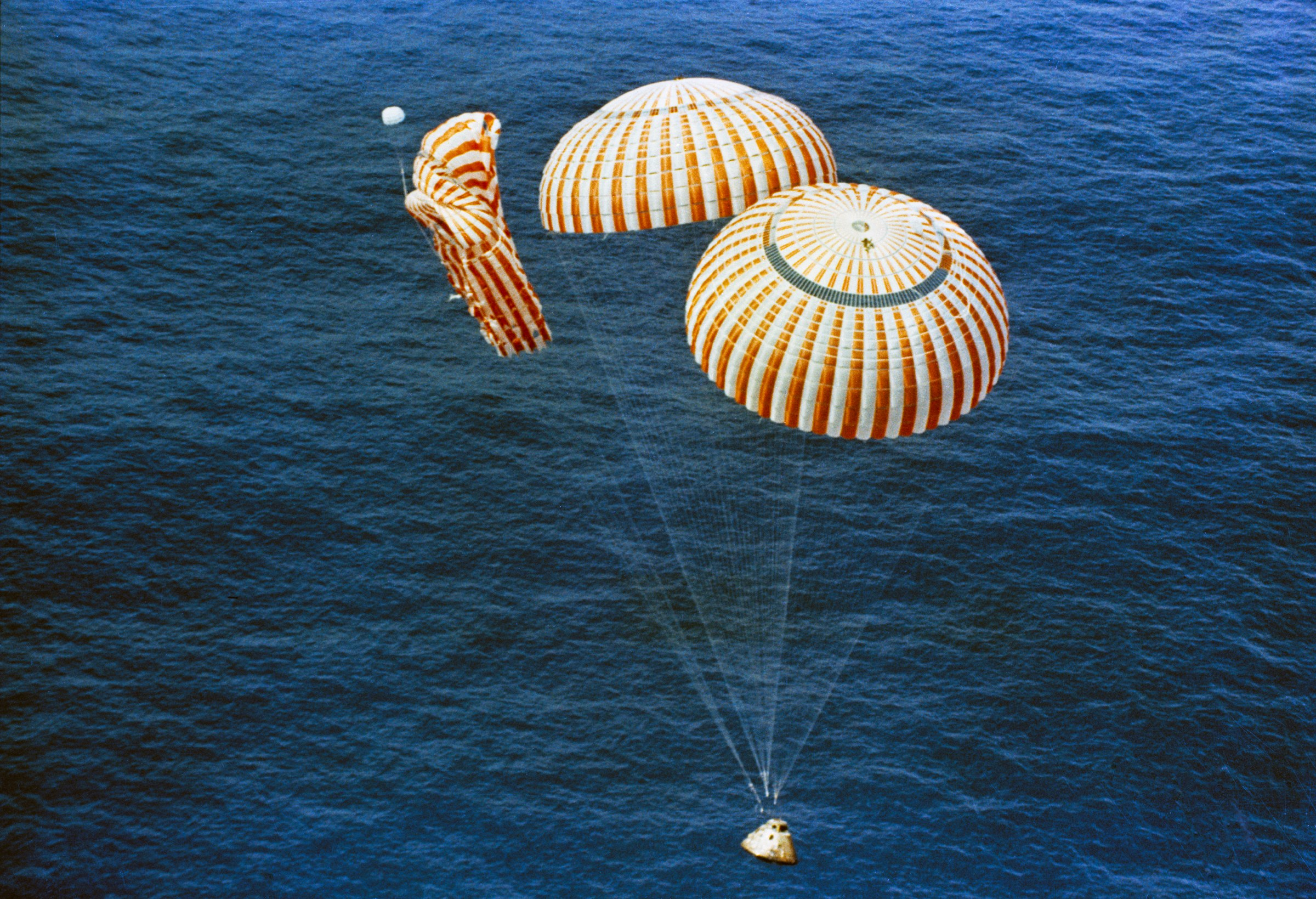
هبطت كبسولة أبولو 15 بواسطة اثنتين من أصل ثلاث مظلات.

تم تصميم الطائرات المائية والقوارب الطائرة والطائرات البرمائية للإقلاع والهبوط من على الماء. يمكن دعم عملية الإنزال بجسم على شكل بدن و/أو عوامات. كان توفر مدرج طويل فعال مهمًا تاريخيًا في رفع قيود الحجم على الطائرات، ولا يزال تحررها من الشرائط المبنية مفيدًا للنقل إلى البحيرات والمناطق النائية الأخرى. القدرة على البقاء في الماء مهمة أيضًا لعمليات الإنقاذ البحري ومكافحة الحرائق. من عيوب نزول الماء أنه خطير في وجود الأمواج. علاوة على ذلك، فإن المعدات الضرورية تقلل من كفاءة وسرعة الديناميكا الهوائية للمركبة. 
تم تصميم المركبات الفضائية المأهولة التي أطلقتها الولايات المتحدة في وقت مبكر لتهبط على الماء بطريقة الطَشّ (سبلاشداون). تهبط المركبة بالمظلة في الماء، والتي تكون بمثابة وسادة لإيقاف المركبة؛ كانت التأثيرات عنيفة ولكن يمكن النجاة منها. النزول على الماء بدلاً من الأرض جعل صواريخ الكبح غير ضرورية، لكن عيوبها شملت صعوبة الاسترجاع وخطر الغرق. بدلاً من ذلك، كان تصميم مكوك الفضاء التابع لناسا يهدف إلى الهبوط على المدرج. تخطط بعض المركبات الفضائية المستقبلية للسماح برحلات المياه (سبيس إكس دراغون، يوينغ سي إس تي-100، إلخ.) 

### في المحن
في حين أن الحط على الماء أمر غير شائع للغاية في السفر التجاري للركاب، تميل الطائرات الصغيرة قليلاً إلى الحط في كثير من الأحيان لأنها عادة ما يكون لديها محرك واحد فقط وأنظمتها بها عدد أقل من التكرار. وفقًا لمجلس سلامة النقل الوطني، هناك حوالي اثني عشر حالة «حط على الماء» في السنة.

#### الطيران العام
يشمل الطيران العام جميع مجالات الطيران خارج الرحلات العسكرية أو الرحلات المجدولة (التجارية). يشمل هذا التصنيف الطائرات الصغيرة، على سبيل المثال، طائرات التدريب، والمناطيد، والطائرات الشراعية، وطائرات الهليكوبتر، وطائرات الشركات، بما في ذلك طائرات رجال الأعمال وغيرها من عمليات التأجير. الطيران العام لديه أعلى معدل للوقائع والحوادث في مجال الطيران، مع 16 حالة وفاة لكل مليون ساعة طيران، مقارنة بـ 0.74 حالة وفاة لكل مليون ساعة طيران للرحلات التجارية (أمريكا الشمالية وأوروبا). 

#### الطائرات التجارية

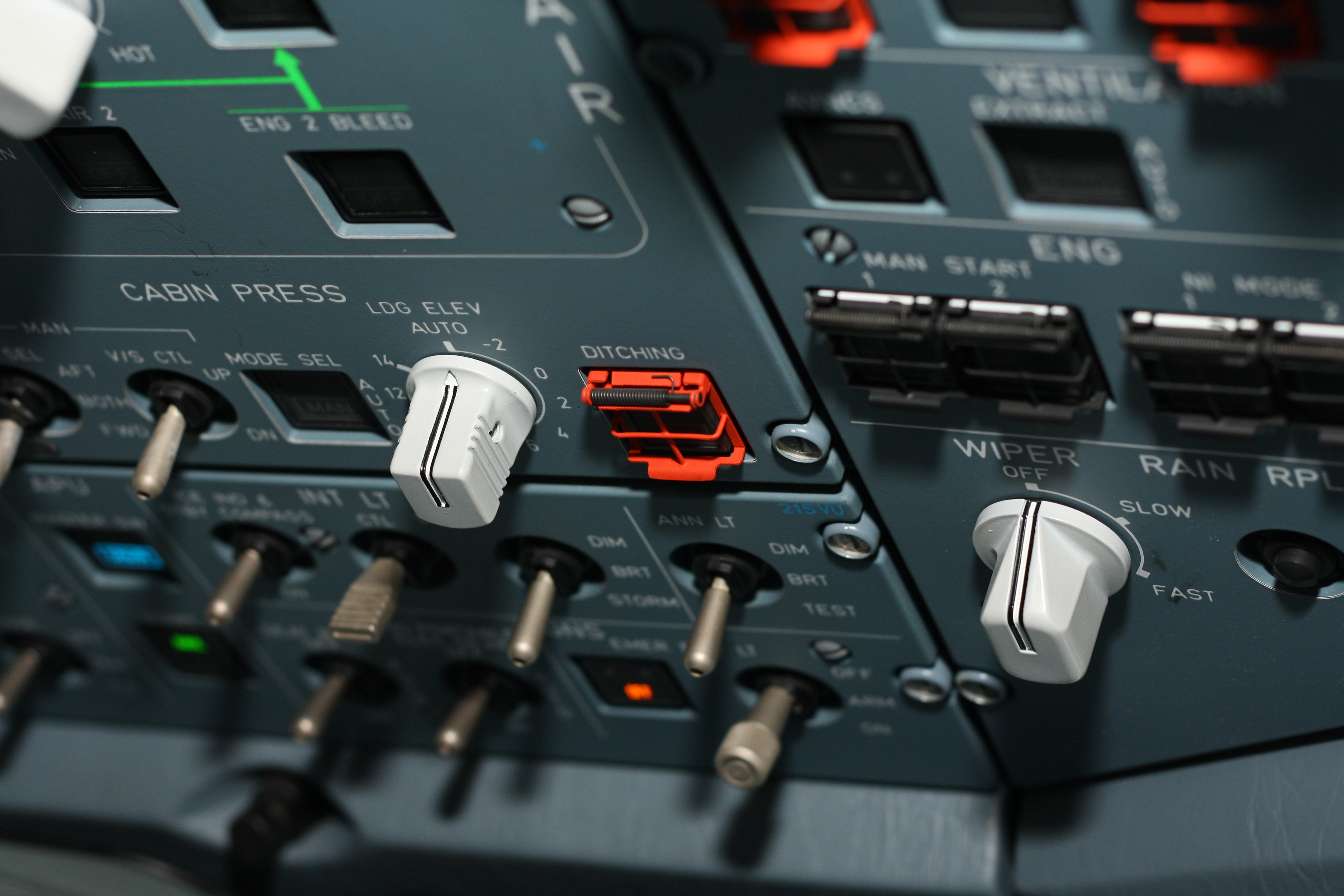
زر التخلي على اللوحة العلوية لطائرة إيرباص A330

لا تتطلب إدارة الطيران الفيدرالية (FAA) تدريب الطيارين التجاريين «للحط على الماء» ولكن يجب أن يتدرب أفراد مقصورة شركة الطيران على عملية الإخلاء. بالإضافة إلى ذلك، نفذت إدارة الطيران الفيدرالية القواعد التي بموجبها يجب أن تحمل الطائرة معدات الطوارئ (نوع المشغل، عدد الركاب، الوزن، المسار) بما في ذلك الأجهزة العائمة مثل سترات النجاة وطوافات النجاة.
تم تصميم بعض الطائرات مع مراعاة إمكانية الهبوط على الماء. تتميز طائرات إيرباص، على سبيل المثال، بـ «زر التخلي» (ditching button) الذي، يقوم عند الضغط عليه، بغلق الصمامات والفتحات الموجودة أسفل الطائرة، بما في ذلك صمام التدفق، ومدخل الهواء لتوربين رام هوائي (RAT) للطوارئ، ومدخل إلكترونيات الطيران، وصمام الاستخراج، وصمام للتحكم في التدفق. بهدف إبطاء فيضان المياه للطائرة في حالات في الهبوط على المياه.

#### طائرات ركاب حطت على المياه
| التاريخ        | الطائرة                                      | ضحايا | تفاصيل |
| -------------- | -------------------------------------------- | ----- | --- |
| 11 أبريل 1952  | Dدوغلاس دي سي-4                              | 52    | 11 أبريل 1952: غادرت طائرة بان آم الرحلة (526A) على بعد 11.3 ميلاً شمال غرب بورتوريكو بسبب عطل في المحرك بعد الإقلاع. ونجا كثيرون من الانهيار الأولي لكن الركاب المذعورين رفضوا ترك الحطام الغارق وغرقوا. قتل 52 راكبا، وأنقذ حرس السواحل الأمريكي 17 راكبا والطاقم. بعد هذا الحادث، تمت التوصية بتنفيذ عروض السلامة قبل الرحلة للرحلات فوق الماء. |
| 16 أبريل 1952  | دي هافيلاند أستراليا DHA-3 Drover            | 0     | 16 أبريل 1952: تم التخلص من دي هافيلاند أستراليا (DHA-3 Drover) (VH-DHA) التي تديرها وزارة الطيران المدني الأسترالية مع ركابها الثلاثة في بحر بسمارك بين ويواك وجزيرة مانوس. تعطلت مروحة الميناء، واخترقت نصل المروحة جسم الطائرة وأصبح الطيار الوحيد فاقدًا للوعي؛ تم تنفيذ الحط على الماء بواسطة أحد الركاب؛ نجا جميع الركاب الثلاثة. |
| 3 أغسطس 1953   | Lockheed L-749A Constellation                | 4     | 3 أغسطس 1953: تحطمت رحلة الخطوط الجوية الفرنسية 152، طائرة لوكهيد L-749A كونستليشن على بعد 6 أميال من فتحية بوينت بتركيا على بعد 1.5 ميل من الشاطئ في البحر الأبيض المتوسط في رحلة بين روما وإيطاليا وبيروت، لبنان. فشل المروحة بسبب كسر في الشفرة. بسبب الاهتزازات العنيفة، انقطع المحرك رقم ثلاثة وفقد التحكم في المحرك رقم أربعة. تم انقاذ الطاقم المؤلف من ثمانية وجميع الركاب البالغ عددهم 34 راكبا باستثناء اربعة. توفي الركاب الأربعة الآخرون. |
| 19 يونيو 1954  | كونفير سي في -240 HB-IRW                     | 3     | 19 يونيو 1954: هبطت طائرة سويسرا للطيران من نوع كونفير سي في -240 (HB-IRW) في بحر المانشبسبب مجاعة الوقود، والتي تُعزى إلى خطأ الطيار. نجا الطاقم الثلاثة وخمسة ركاب من الحط وتمكنوا من الهروب من الطائرة. ومع ذلك، لم يتمكن ثلاثة من الركاب من السباحة وغرقوا في النهاية، لعدم وجود سترات نجاة على متن الطائرة، وهو ما لم يكن قد تم وصفه في ذلك الوقت. |
| 23 يوليو 1954  | دوغلاس سي-54إيه 10-DC سكاي ماستر             | 10    | 23 يوليو 1954: غطت كاثي باسيفيك (VR-HEU) في بحر الصين الجنوبي بعد إطلاق النار عليها من قبل مقاتلتين من طراز (Lavochkin La-11) من الفوج المقاتل 85، من القوات الجوية لجيش التحرير الشعبي الصيني(PLAAF). في حين قتل عشرة ركاب وطاقم بالرصاص وما تلاه من تخندق، نجا ثمانية آخرون وهربوا من الطائرة الغارقة، بمن فيهم الطياران. |
| 26 مارس 1955   | بوينغ 377 Stratocruiser                      | 4     | 26 مارس 1955: تخلصت رحلة بان آم رقم 845/26 على مسافة 35 ميلاً من ساحل ولاية أوريغون بعد أن انفجر أحد المحركات. على الرغم من انقسام الذيل أثناء الاصطدام، طفت الطائرة لمدة عشرين دقيقة قبل أن تغرق. توفي 4 ولكن تم إنقاذ 19 ناجًا بعد 90 دقيقة أخرى في الماء. |
| 2 أبريل 1956   | بوينغ 377                                    | 5     | 2 أبريل 1956: غادرت رحلة طيران نورث ويست أورينت رقم 2 (طائرة بوينغ 377) في بيوجت ساوند بعد تعرضها للضرر الشديد وفقدان الارتفاع الذي تم تحديده لاحقًا بسبب فشل الطاقم في إغلاق أغطية القلنسوات على محركات الطائرة. نجا جميع من كانوا على متن الطائرة بعد هبوط جسب الكتاب، لكن أربعة ركاب ومضيفة واحدة استسلمت إما للغرق أو لانخفاض درجة حرارة الجسم قبل أن يتم إنقاذها |
| 16 أكتوبر 1956 | بوينغ 377                                    | 0     | 16 أكتوبر 1956: غادرت رحلة خطوط بان أمريكان العالمية الرحلة 943 (طائرة بوينغ 377 أيضًا) شمال شرق هاواي، بعد أن فقدت اثنين من محركاتها الأربعة. حلقت الطائرة حول زورق خفر السواحل الأمريكي بونتشارترين حتى الفجر، عندما تراجعت؛ ونجا جميع من كانوا على متن الطائرة وعددهم31. |
| 14 يوليو 1960  | دوغلاس دي سي-7سي                             | 1     | 14يوليو 1960: قامت طائرة تابعة لشركة نورث ويست إيرلاينز من طراز دوغلاس دي سي-7سي بطاقمها المكون من 7 أفراد و 51 راكبًا بالتخلي بنجاح في المياه التي تنتشر فيها أسماك القرش في الساعة 4:05 صباحًا، على بعد 11 ميلاً من مقدالو باريو، جزيرة بوليلو على بعد 80 ميلاً من مانيلا، الفلبين. أُجبر الكابتن ديفيد هول على القيام بهبوط اضطراري على الماء بعد اندلاع حريق في المحرك رقم 2 عندما لم يكن هناك ريش تبعه دوران المروحة. في الظلام والبحار الهائجة، تمكن الطاقم من إجلاء جميع الركاب ونقلهم في نهاية المطاف على قوارب النجاة حيث غرقت الطائرة من أنفها أولاً في المحيط الهادئ. كانت هناك خسارة واحدة في الأرواح بسبب نوبة قلبية. تم إنقاذ 57 راكبا وطاقم الطائرة بعد خمس ساعات من قبل برمائيات خفر السواحل غرومان و PBM التابعة للبحرية الأمريكية من قاعدة سانغلي بوينت البحرية في كافيت بالفلبين. |
| 22 أكتوبر 1962 | دوغلاس دي سي-7سي                             | 0     | قامت طائرة خطوط نورث ويست الجوية من نوع دوغلاس دي سي-7 وبطاقم 7 و 95 راكبًا بهبوط ناجح على المياه في سيتكا ساوند. كانت رحلة الطيران العارض العسكري في طريقها إلى قاعدة إلمندورف الجوية من قاعدة ماكورد الجوية، وقبل التخلي عن الرحلة في الساعة 1 بعد الظهر بالتوقيت المحلي، كان الطاقم يعاني من مشكلة في المروحة لمدة 45 دقيقة تقريبًا. ظلت الطائرة طافية لمدة 24 دقيقة بعد وصولها للراحة في الماء، مما أتاح للركاب متسعًا من الوقت للإخلاء في أطواف النجاة. تم الإبلاغ عن 6 إصابات طفيفة فقط؛ تم إنقاذ جميع الركاب وأفراد الطاقم بسرعة من قبل سفن خفر السواحل الأمريكية. وصف تقرير الحادث عملية الخندق بأنها "إنجاز رائع"، مشيرًا إلى عدة عوامل رئيسية في نجاح هذا الهبوط المائي: مهارة الطيارين، والظروف المثالية (بحار هادئة، وطقس موات، وضوء النهار)، ووقت الاستعداد للتخلي عن السفن، وراحة الركاب العسكريين. بالأوامر التالية. كما أشاد الطيارون الذين طاروا فوق مكان الحادث بطاقم نورث ويست، واصفين إياه بأنه "أفضل عملية تخندق رأوها على الإطلاق". |
| 23 سبتمبر 1962 | Lockheed 1049H-82 Super Constellation N6923C | 28    | 23 سبتمبر 1962: طيران فلاينغ تايغر لاين الرحلة 923، لوكهيد 1049H-82 سوبر كونستليشن N6923C، طائرة ركاب، على متن طائرة مستأجرة عسكرية (MATS)، مع طاقم مكون من 8 و 68 راكبًا من المدنيين والعسكريين الأمريكيين (المظليين) غادروا في الشمال المحيط الأطلسي على بعد 500 ميل غرب شانون بأيرلندا بعد أن فقد ثلاثة محركات في رحلة من جاندر، نيوفاوندلاند إلى فرانكفورت، ألمانيا الغربية. تم إنقاذ 45 من الركاب و 3 من أفراد الطاقم، مع فقد 23 راكبًا و 5 من أفراد الطاقم في البحار التي اجتاحتها العاصفة. نجح جميع الركاب في إخلاء الطائرة. أولئك الذين فقدوا استسلموا في البحار الهائجة. |
| 21 أغسطس 1963  | توبوليف تي يو 124                            | 0     | 21 أغسطس 1963: سقطت رحلة إيروفلوت 366 في نهر نيفا في لينينغراد (الآن سانت بطرسبرغ) بعد نفاد الوقود. سحب زورق سحب قريب الطائرة إلى الشاطئ حيث نزل الركاب على القاطرة؛ ونجا جميع من كانوا على متن السفينة وعددهم 52 دون اصابات. |
| 2 مايو 1970    | مايو                                         | 23    | 2 مايو 1970: رحلة إي إل أم الرحلة 980 (من طراز ماكدونل دوغلاس دي سي-9-33CF)، سقطت في المياه التي يبلغ عمقها ميل بعد نفاد الوقود خلال عدة محاولات للهبوط في مطار الأميرة جوليانا الدولي في جزيرةسينت مارتن في جزر الأنتيل الهولندية خلال طقس منخفض الرؤية. أدى عدم كفاية التحذير إلى المقصورة إلى بقاء العديد من الركاب وطاقم الطائرة إما واقفين أو بأحزمة أمان غير مربوطة أثناء ارتطام الطائرة بالمياه. ومن بين 63 راكبا انتشلت طائرات الهليكوبتر العسكرية الامريكية 40 ناجيا. |
| 24 أبريل 1994  | دوغلاس دي سي-3                               | 0     | 24 أبريل 1994. طائرة دوغلاس دي سي-3، (VH-EDC). بعد الإقلاع من مطار سيدني (أستراليا) على ارتفاع 200 قدم تقريبًا، عانت الطائرة من عطل في المحرك الأيسر. لم تكن قوة المحرك الصحيح كافية للتسلق أو الحفاظ على الارتفاع، لذلك قام الطيار بتخفيض ناجح. ونجا جميع من كانوا على متن الطائرة وعددهم 25 مصابا بإصابة جسدية طفيفة واحدة فقط. |
| 23 نوفمبر 1996 | بوينغ 767-260ER                              | 125   | 23 نوفمبر / تشرين الثاني 1996: رحلة الخطوط الجوية الإثيوبية 961 (طائرة بوينغ 767-260ER)، سقطت في المحيط الهندي بالقرب من جزر القمر بعد اختطافها ونفاد الوقود، مما أسفر عن مقتل 125 من الركاب وطاقم الطائرة البالغ عددهم 175 شخصًا. غير قادر على تشغيل القلابات، فقد اصطدم بسرعة عالية، وسحب طرف الجناح الأيسر قبل أن يتدحرج وينقسم إلى ثلاث قطع. كان الخاطفون المذعورين يقاتلون الطيارين من أجل السيطرة على الطائرة في وقت الاصطدام، مما تسبب في انقلاب الطائرة قبل اصطدامها بالمياه مباشرة، وكان رأس الجناح اللاحق يصطدم بالمياه وانفصاله نتيجة لهذا الصراع في قمرة القيادة. قُتل بعض الركاب عند الاصطدام أو حوصروا في المقصورة عندما نفخوا سترات النجاة قبل الخروج. تم العثور على معظم الناجين معلقة على جزء من جسم الطائرة التي ظلت طافية. |
| 31 مايو 2000   | بايبر بيه إيه-31                             | 8     | 31 مايو 2000: تحطمت طائرة بايبر بيه إيه-31 التي كانت تشغل الرحلة رقم 904 لشركة ويالا إيرلاينز في خليج سبنسر في جنوب أستراليا ليلاً بعد تعطل كلا المحركين. أدت الظروف المظلمة للغاية وعدم وجود مرجع بصري إلى تعقيد عملية الهبوط وقتل الطيار وجميع الركاب السبعة. نتيجة لوائح الحوادث في أستراليا تتطلب الآن أن تحمل جميع الطائرات التي تحمل ركابًا بمقابل سترات ومعدات النجاةعلى الماء. |
| 16 يناير 2002  | بوينغ 737                                    | 1     | 16 يناير 2002: حَطَّت رحلة غارودا إندونيسيا الرحلة 421 (طائرة بوينغ 737) بنجاح في نهر بنقاوان سولو بالقرب من يوغياكارتا، جزيرة جاوا بعد تعرضها لاشتعال محرك مزدوج أثناء هطول الأمطار الغزيرة والبرد. حاول الطيارون إعادة تشغيل المحركات عدة مرات قبل اتخاذ قرار بالتخلي عن الطائرة. تظهر الصور التي التقطت بعد وقت قصير من الإخلاء أن الطائرة نزلت في مياه بعمق مستوى الركبة. من بين الركاب الستين، قُتلت مضيفة طيران واحدة. |
| 11 نوفمبر 2002 | فوكر إف27 فريند شيب                          | 19    | 11 نوفمبر 2002: أقلعت الرحلة رقم 585 التابعة لخطوط لاواغ الدولية من مدرج مانيلا 31 في الساعة السادسة بقليل لتتجه إلى مطار لاواغ ومطار باسكو (BSO). بعد وقت قصير من الإقلاع، ظهرت مشكلة في المحرك الأيسر للطائرة. أعلن الطيار حالة الطوارئ وحاول الهبوط بالطائرة لكنه قرر في اللحظة الأخيرة الهبوط في البحر. تحطمت الطائرة وغرقت في الماء حتى عمق حوالي 60 قدمًا. قتل 19 من 34 راكبا. |
| 6 أغسطس 2005   | إيه تي آر 72                                 | 16    | 6 أغسطس 2005: تراجعت رحلة الخطوط التونسية السريعة الرحلة 1153 (إيه تي آر 72) قبالة ساحل صقلية بعد نفاد الوقود. ونجا 23 شخصا مع إصابات من بين 39 شخصا كانوا على متنها. تم العثور على حطام الطائرة في ثلاث قطع. |
| 15 يناير 2009  | إيرباص إيه 320                               | 0     | 15 يناير 2009: رحلة خطوط الولايات المتحدة الجوية الرحلة 1549 (طائرة إيرباص إيه 320) هبطت بنجاح في نهر هدسون بين مدينة نيويورك ونيوجيرسي، بعد تقارير عن ضربات متعددة للطيور. يشار إلى هذا الحدث أحيانًا على أنه "معجزة على نهر هدسون"، حيث نجا جميع الركاب وأفراد الطاقم البالغ عددهم 155 راكبًا وتم إنقاذهم بواسطة عبارات الركاب وقوارب الرحلات النهارية، على الرغم من درجات الحرارة المنخفضة. حدث التخندق بالقرب من رحلات سيركل لاين لمشاهدة معالم المدينة وأرصفة نيويورك ووترواي في وسط مانهاتن. |
| 22 أكتوبر 2009 | بريتن نورمان ايلاندر                         | 1     | 22 أكتوبر 2009: هبطت طائرة بريتن نورمان ايلاندر لطيران دايفي دايفي التي تشغل (Divi Divi Air Flight) 014 قبالة ساحل بونير بعد فشل محركها الأيمن. أفاد الطيار أن الطائرة كانت تفقد 200 قدم في الدقيقة بعد اختيارها للسفر إلى أحد المطارات. نجا جميع الركاب التسعة لكن القبطان فقد وعيه ورغم محاولة بعض الركاب إطلاق سراحه، إلا أنه غرق وتم إنزاله بالطائرة. |
| 6 يونيو 2011   | أنتونوف أن-26                                | 0     | 6 يونيو 2011: سقطت طائرة شحن من طرازأنتونوف أن-26 من شركة (Solenta) للطيران تابعة لشركة دي إتش إل للطيران في المحيط الأطلسي بالقرب من ليبرفيل، الغابون. تم انقاذ الطاقم الثلاثة والراكب بجروح طفيفة. |
| 11 يوليو 2011  | أنتونوف أن-24                                | 7     | 11 يوليو 2011: سقطت طائرة أنغارا إيرلاينز الرحلة رقم 9007 (من طراز أنتونوف أن-24 توربوبروب) في المياه الضحلة في نهر أوب بالقرب من ستريزيفوي، روسيا، بعد حريق بمحرك على متن الطائرة. عند ملامسة الماء، انقطع الذيل ومحرك واحد، لكن بقي الجزء المتبقي من جسم الطائرة قطعة واحدة. من بين 37 شخصًا كانوا على متنها، قُتل 7 ركاب وجُرح 19. |

#### هبوط الطائرة على الماء لأسباب أخرى

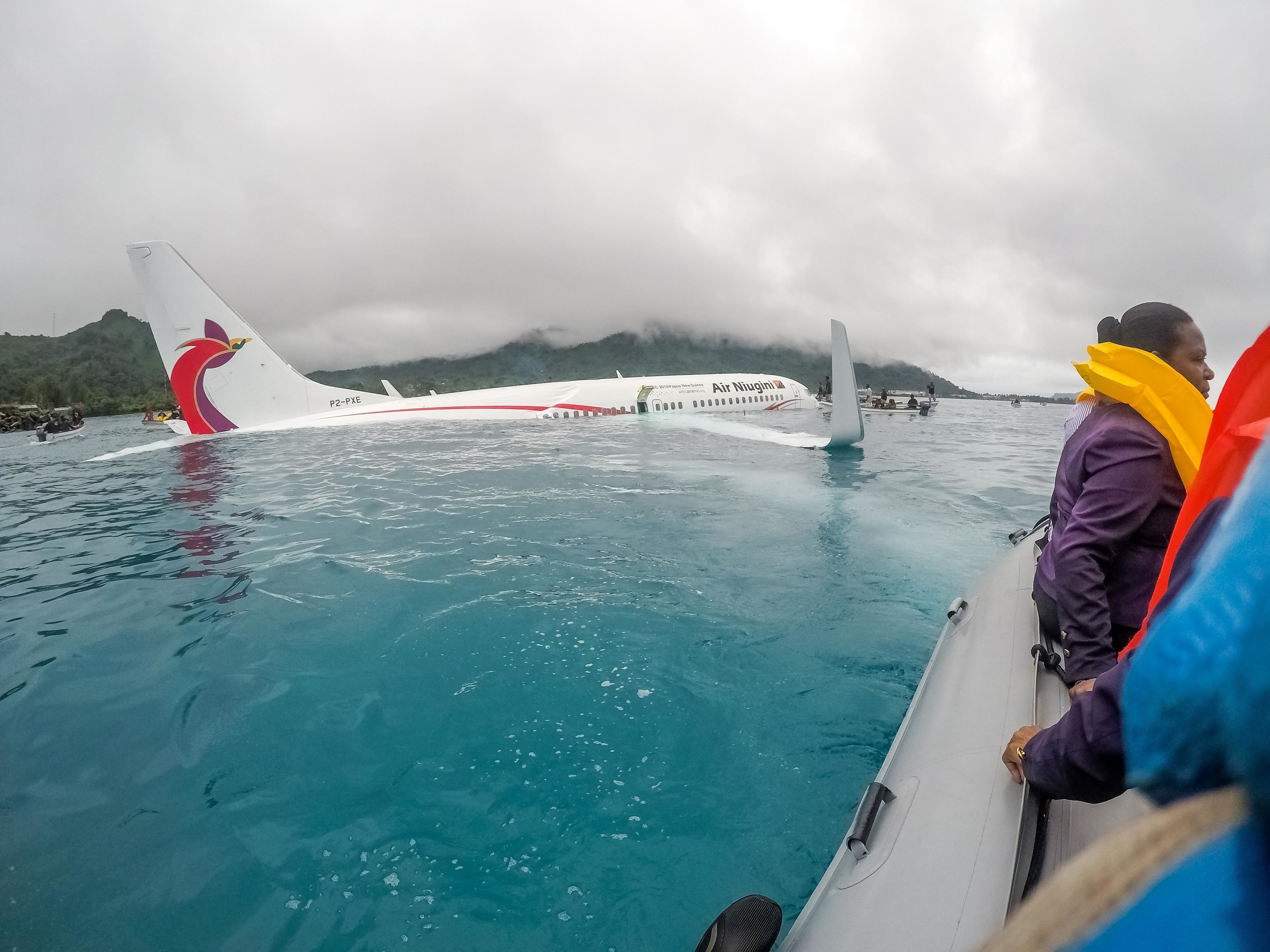
يتم إنقاذ الركاب وأفراد الطاقم بواسطة القوارب بعد هبوط طائرة طيران نيوجيني الرحلة 73 في تشوك لاغون في 28 سبتمبر 2018

أيضًا، وفي بعض الأحيان ينتهي الأمر بالطائرات في الماء عن طريق تخطي نهايات المدارج، أو الهبوط في الماء قبل بداية المدرج، أو حتى الهبوط بالقوة في الماء أثناء أحداث الانتحار / القتل. حدثت حالتين في مطار لاغوارديا، عندما توغلت الطائرات في النهر الشرقي.
- 22 نوفمبر 1968: هبطت رحلة الخطوط الجوية اليابانية 2، وهي طائرة من طراز DC-8-62، بعيدًا عن المدرج في خليج سان فرانسيسكو عند الاقتراب من مطار سان فرانسيسكو الدولي. لم تكن هناك قتلى، وكانت الطائرة نفسها في حالة جيدة بما يكفي لإخراجها من الماء وإعادة بنائها وطيرانها مرة أخرى.[27]
- في 13 يناير 1969 هبطت طائرة ماكدونيل دوغلاس دي سي-٨-٦٢ التابعة لخطوط الطيران الإسكندنافية الرحلة 933 في خليج سانتا مونيكا أثناء اقترابها من المدرج ٠٧R بمطار لوس أنجلوس الدولي - كاليفورنيا. من بين ٤٥ شخصًا كانوا على متن الطائرة، غرق ٤ أشخاص وفُقد ١١ شخصًا ويُعتقد أنهم لقوا حتفهم وجُرح ١٧ شخصًا ولم يُصَب ١٣ آخرون بأذى.[28]
- 8 مايو 1978: رحلة الخطوط الجوية الوطنية الرحلة 193، طائرة بوينغ 727 ثلاثية المحركات، هبطت عن غير قصد في مياه خليج إسكامبيا بالقرب من بينساكولا، فلوريدا بعد هبوطها عن المدرج أثناء اقتراب ضبابي. وسقط 3 قتلى من بين 52 راكبا و 6 من افراد الطاقم.[29]
- 7 أغسطس 1980: سقطت طائرة (Tupolev Tu-154B-1) تشغلها شركة (Tarom Romanian Airlines) في المياه، على بعد 300 متر من المدرج في مطار نواذيبو الدولي(NDB / GQPP)، موريتانيا. توفي راكب واحد من بين 168 راكبا وطاقم الطائرة.
- 13 يناير 1982: تحطمت رحلة طيران فلوريدا الرحلة 90 في نهر بوتوماك الجليدي بعد إقلاعها من مطار واشنطن الوطني خلال عاصفة ثلجية دون إزالة الجليد بشكل صحيح. نجا 6 فقط من الركاب وطاقم الطائرة البالغ عددهم 79 راكبًا من الحادث الأولي، وغرق أحد الناجين في النهاية بعد أن ساعد الآخرين على الوصول إلى بر الأمان. كما اصطدمت الطائرة بجسر مما أسفر عن مقتل أربعة وإصابة أربعة آخرين.
- 23 يناير 1982: رحلة الخطوط الجوية العالمية رقم 30، وهبطت في مطار بوسطن لوغان الدولي بعد رحلة من مطار نيوآرك ليبرتي الدولي، نيو جيرسي، انزلقت عن المدرج بسبب الجليد وهبطت في ميناء بوسطن. منطقة قمرة القيادة مفصولة عن باقي جسم الطائرة في الصف الأول من المقاعد. اختفى راكبان في الصف الأول وافترض أنهما لقيا حتفهما، لكن نجا الأشخاص البالغ عددهم 210 أشخاص آخرين.[30]
- 9 فبراير 1982: هبطت رحلة الخطوط الجوية اليابانية رقم 350 في المياه الضحلة في خليج طوكيو على مسافة قصيرة من المدرج عند الاقتراب من مطار طوكيو الدولي، بعد أن قام القبطان بتبديل الاتجاه بسبب مرض عقلي. حاول أعضاء الطاقم إيقافه لكنهم لم ينجحوا تمامًا. 24 من أصل 166 راكبا ولم يمت أي من أفراد الطاقم الثمانية. تم العثور على القبطان غير مذنب بأي جريمة بسبب الجنون.[31][32][33]
- 27 يونيو 1985: أقلعت رحلة الخطوط الجوية الأمريكية رقم 633 من مطار مونيوز مارين في بورتوريكو إلى مطار دالاس / فورت وورث الدولي في تكساس عندما اجتاحت المدرج وانخفضت إلى بحيرة قريبة. تم إجلاء جميع الركاب البالغ عددهم 257 راكبًا و 13 من أفراد الطاقم من الطائرة DC-10، مع إصابة ما لا يقل عن 25 شخصًا.[34][35]
- 20 سبتمبر 1989: اجتاحت USAir 5050، وهي من طراز بوينغ 737-401 وعلى متنها 63 شخصًا، المدرج أثناء إقلاعها من مطار لا غوارديا في نيويورك، وهبطت في النهر الشرقي وانقسمت إلى ثلاث قطع، وتسببت في وفاة شخصين.[36]
- 12 سبتمبر 1993: أثناء هبوطها في ظروف جوية سيئة في مطار الفا الدولي، بابيتي، تاهيتي، كانت طائرة بوينغ 747 تقوم برحلة طيران فرنسا رقم 072 مائلة، وتجاوزت المدرج وانتهى الأمر بأنفها في بحيرة. تم إجلاء جميع الركاب والطاقم البالغ عددهم 272 راكبًا بنجاح، على الرغم من أن المحركات كانت لا تزال تعمل وكان هناك خطر الابتلاع.[37]
- 12 سبتمبر 1993: أثناء هبوطها في ظروف جوية سيئة في مطار الفا الدولي، بابيتي، تاهيتي، كانت طائرة بوينغ 747 تقوم برحلة طيران فرنسا رقم 072 مائلة، وتجاوزت المدرج وانتهى الأمر بأنفها في بحيرة. تم إجلاء جميع الركاب والطاقم البالغ عددهم 272 راكبًا بنجاح، على الرغم من أن المحركات كانت لا تزال تعمل وكان هناك خطر الابتلاع.
- 4 نوفمبر / تشرين الثاني 1993: انتهت رحلة الخطوط الجوية الصينية رقم 605، وهي من طراز بوينغ 747-409، في الماء بعد أن اجتاحت المدرج رقم 13 في مطار كاي تاك الدولي عند هبوطها خلال إعصار مع رياح عاصفة. ارتدى جميع الركاب البالغ عددهم 396 سترات نجاة، وركبوا ثمانية زلاقات / أطواف ولم يسفر ذلك عن وفيات. ظل هيكل الطائرة فوق الماء حتى بعد إخلاء الطائرة.[38]
- 3 فبراير 2000: رحلة النقل الجوي عبر العربية رقم 310، طائرة بوينغ 707-351 (C) تحمل البضائع، تجاوزت بشكل كبير مدرج الهبوط في مطار موانزا بعد فشل المحاولة الأولى وهبطت في النهاية في وسط بحيرة فيكتوريا. واصلت الطائرة تحليقها بعد الهبوط ونجا جميع أفراد طاقمها الخمسة، وأصيب بعضهم بجروح طفيفة.[39]
- 30 أبريل 2002: اقتربت طائرة شحن من طراز (DC-10-30F) تابعة لشركة (DAS Air Cargo) (N800WR) من مطار عنتيبي، أوغندا، المدرج 35 بعد رحلة من لندن-غاتويك تحمل أكثر من 50 طنًا من البضائع. هبطت الطائرة لمسافة طويلة: 4000-5000 قدم أسفل المدرج البالغ ارتفاعه 12000 قدم. لامس العجلة الأنفية للأسفل بعد 13 ثانية من الهيكل السفلي الرئيسي. لا يمكن إيقاف الطائرة دي سي-10 وانزلاقها من المدرج إلى بحيرة فيكتوريا على بعد حوالي 100 متر من الطرف الجنوبي للمدرج. انتهى الأمر بالطائرة DC-10 بالرفض. 1 و 3 محركات مغمورة وقسم قمرة القيادة مفصول عن جسم الطائرة. تم إنقاذ أفراد الطاقم بقارب نجاة في غضون 10 دقائق فقط من وقوع الحادث.
- 13 أبريل 2013: رحلة ليون إير رقم 904، طائرة بوينغ 737-800 (مسجلة PK-LKS) من باندونغ إلى دينباسار (إندونيسيا) وعلى متنها 108 أشخاص، مدرج تحت التسديد 09 وهبطت في البحر أثناء هبوطها في مطار نجوراه راي الدولي. تمزق جسم الطائرة قليلاً بالقرب من الأجنحة. تم إجلاء جميع الركاب وأفراد الطاقم بأمان مع إصابات طفيفة فقط.[40]
- 28 سبتمبر 2018: هبطت طائرة بوينغ 737-800 من طراز Air Niugini Flight 73 في بحيرة قصيرة من مطار تشوك الدولي. توفي أحد الركاب، لكن تم إجلاء الطاقم والركاب الـ 46 الآخرين بالقوارب.[41]
- 2 يوليو 2021: رحلة ترانس إير رقم 810 - فشل محرك واحد على طائرة شحن بوينغ 737-200 في طريقها من هونولولو إلى جزيرة ماوي المجاورة في هاواي. حاول الطاقم العودة إلى مطار دانييل ك. إينوي الدولي في هونولولو، لكن المحرك الثاني للطائرة كان محموما، مما أجبر الطيارين الموجودين على متن الطائرة على التخلي عن الطائرة على بعد حوالي 4 أميال (6.4 كم) قبالة الساحل الجنوبي لجزيرة أواهو. تم إنقاذ كلا الطيارين من قبل خفر سواحل الولايات المتحدة.[42]

#### طائرات عسكرية
تم تجهيز عدد محدود من الطائرات العسكرية قبل الحرب العالمية الثانية، مثل غرومان إف 4 إف ويلدكات ودوغلاس تي بي دي ديفاستاتور، بأكياس تعويم تبقيها على السطح في حالة حدوث هبوط على الماء.
إن الهبوط الاضطراري لـ «طائر الماء» هو تقنية طورتها القوات الكندية للهبوط بأمان بطائرة هليكوبتر سيكورسكي سي إتش-124 سي كينغ في حالة فشل أحد المحركات أثناء التحليق فوق الماء. تسمح تقنية الهبوط الاضطراري للطائرة المجهزة بهيكل القارب بالهبوط على الماء بطريقة مضبوطة.

## إطلاق مركبة الإنزال المائي
ابتداءً من عام 2013 واستمرت في عامي 2014 و 2015، أجرت شركة سبيس إكس سلسلة من اختبارات الهبوط في مياه المحيطات كمقدمة لإعادة الصواريخ الداعمة إلى منصة الإطلاق في محاولة لإعادة استخدام مراحل تعزيز مركبة الإطلاق. تم إجراء سبع رحلات تجريبية مع هبوط خاضع للرقابة بحلول أبريل 2015.
قبل عام 2013، لم تتم محاولة الإنزال المائي الناجح لمركبات الإطلاق، في حين تم إنجاز عمليات هبوط مائي دورية لكبسولات الفضاء منذ عام 1961. الغالبية العظمى من مركبات الإطلاق الفضائية تقلع عموديًا وتتدمر عند سقوطها على الأرض. تشمل الاستثناءات مركبات الهبوط العمودي شبه المدارية (على سبيل المثال، Masten Xoie أو مركبة Armadillo Aerospace ' Lunar Lander Challenge)، والطائرات الفضائية التي تستخدم الإقلاع العمودي، والهبوط الأفقي (VTHL) (على سبيل المثال، مكوك الفضاء، أو USAF X- 37) التي تحتوي على معدات هبوط لتمكين هبوط المدرج. اعتمد كل نظام طيران فضاء إقلاع عمودي حتى الآن على معززات مستهلكة لبدء كل صعود إلى السرعة المدارية. هذا هو بداية للتغيير.
تضمنت التطورات الحديثة في النقل الفضائي الخاص، حيث ظهرت منافسة جديدة للمبادرات الفضائية الحكومية، التصميم الواضح لتقنيات الصواريخ القابلة للاسترداد في الصواريخ المدارية الداعمة. أطلقت شركة سبيس إكس ومولت برنامجًا بملايين الدولارات لمتابعة هذا الهدف، المعروف باسم برنامج تطوير نظام الإطلاق القابل لإعادة الاستخدام.
كانت النسخة المدارية من تصميم سبيس إكس ناجحة لأول مرة في إنجاز هبوط على الماء (سرعة صفرية وارتفاع صفري) في أبريل 2014 على صاروخ فالكون 9 وكان أول هبوط ناعم محكوم بصاروخ سائل- محرك الداعم المداري. تم إجراء سبع رحلات تجريبية مع اختبار هبوط خاضع لاختبار الهبوط فوق الماء، بما في ذلك رحلتان مع محاولات فاشلة للهبوط على منصة هبوط عائمة، بحلول أبريل 2015.